# Erpetogomphus agkistrodon
Erpetogomphus agkistrodon là loài chuồn chuồn trong họ Gomphidae. Loài này được Garrison miêu tả khoa học đầu tiên năm 1994.